# Thrips florum
Thrips florum är en insektsart som beskrevs av Schmutz 1913. Thrips florum ingår i släktet Thrips och familjen smaltripsar. Inga underarter finns listade i Catalogue of Life.